# Peter Cullen
Peter Claver Cullen, född 28 juli 1941, är en kanadensisk röstskådespelare som bland annat har gjort rösten åt den dystra åsnan I-or i Nalle Puh och Optimus Prime och Ironhide i Transformers-serierna. Cullen gjorde även rösten åt Prime i Transformers-filmerna. Han har även medverkat i fler filmer och TV-serier.
Han gjorde rösten till Oskar i Piff och Puff - Räddningspatrullen tills Jim Cummings tog över röstrollen efteråt.

## Filmografi (i urval)
- 1983-1985 – Drakar & Demoner (TV-serie) (röst till Venger)
- 1988 – Nya äventyr med Nalle Puh (TV-serie)
- 1988 – Teenage Mutant Ninja Turtles (TV-serie) (röst till Slash, karateläraren)[1]
- 1997 – Nalle Puh och jakten på Christoffer Robin
- 2007 – Transformers
- 2009 – Transformers: De besegrades hämnd
- 2011 – Transformers: Dark of the Moon
- 2014 – Transformers: Age of Extinction
- 2017 – Transformers: The Last Knight

### Fotnoter
1. ↑  ”Technodrome”. http://www.thetechnodrome.com/voices.shtml. Läst 25 februari 2012.